# 若狭美浜町農業協同組合
若狭美浜町農業協同組合（わかさみはまちょうのうぎょうきょうどうくみあい、通称:JAみはま）は、福井県三方郡美浜町に本店を置いていた農業協同組合。2012年1月1日をもって、敦賀市農業協同組合・三方五湖農業協同組合と合併し、敦賀美方農業協同組合の一部となり、さらに2020年4月からは福井県農業協同組合の一部となっている。
類似名の農協に若狭農業協同組合（JAわかさ）があった。また、若狭町に本店を置いていたのは三方五湖農業協同組合（JA三方五湖、同じく合併により消滅）であり、若狭美浜町農業協同組合とは異なる。

## 概要
- 1969年5月1日設立。
  - 管轄していた区域は美浜町
- 本店:福井県三方郡美浜町河原市19-12（のちの敦賀美方農業協同組合　みはま基幹支店）
- 出資金額:2億9238万5千円
- 組合員数:2,259名
  - 出資金額・組合員数は2005年12月31日現在。

## 事業所
- 本店（河原市）
- 南支店（郷市）
- 東支店（佐田）
- Aコープ美浜店（河原市）
- 営農支援センター（木野）
- カントリーエレベーター（金山）